# فيلي فلمنج
فيلي فلمنج (بالإنجليزية: Willie Fleming)‏ هو لاعب كرة قدم كندية أمريكي، ولد في 2 فبراير 1939 في أتلانتا في الولايات المتحدة.